# Joy Mogensen
Joy Mogensen (født 11. august 1980 i Toronto, Canada) er en dansk politiker og tidligere kirkeminister og kulturminister. Mogensen har ikke været medlem af Folketinget, men blev 27. juni 2019 af Mette Frederiksen hentet ind i regeringen fra en post som borgmester i Roskilde Kommune. Mogensen er medlem af Socialdemokratiet og var borgmester fra 5. maj 2011 til 27. juni 2019.
Mogensen opslog 15. august 2021 på Facebook, at hun har meddelt statsministeren, at hun ønskede at forlade sin post som kultur- og kirkeminister, da hun var "løbet tør for overskud". Ane Halsboe-Jørgensen overtog posten som kultur- og kirkeminister fra Mogensen 16. august 2021.
Mogensen har meddelt, at hun forlader dansk politik - i hvert fald midlertidigt.

## Baggrund og privatliv
Mogensen er vokset op i Ringsted, men blev født i Toronto, Canada, da familien var udstationeret for virksomheden Plastmo. Som barn led hun af leddegigt, der blev kureret da hun var 11 år. Hun meldte sig ind i DSU før valget i 1998.
Joy Mogensen har tidligere boet sammen med Tejs Laustsen Jensen, som har været personlig assistent for Poul Nyrup Rasmussen og socialdemokratisk folketingskandidat i Solrød.
I foråret 2019 blev Joy Mogensen gravid med en ukendt donor. Mogensen tog orlov fra sit virke som borgmester og siden som kultur- og kirkeminister. I en pressemeddelse fra statsministeriet lød det, at lægerne inden fødslen kunne konstatere, at Joy Mogensens barn var død. Dette var naturligvis en stor sorg for Mogensen, der beskrev tabet af sin datter, der blev navngivet Sarah, i en længere facebookopdatering.
12. juli 2021 afslørede Mogensen i en facebookopdatering, at hun igen var gravid med termin til årsskiftet. Ligesom Mogensens første graviditet, blev den anden graviditet startet ved hjælp af assisteret reproduktion, og hun ventede barnet som solomor. Mogensen fødte d. 17. december 2021 en velskabt søn.

### Uddannelser og jobs
Mogensen var elev ved Sorø Akademi og er bachelor i Kultur- og Sprogmødestudier fra Roskilde Universitet. Siden har Mogensen opnået en mastergrad i moderne kultur og kulturformidling fra Københavns Universitet.
Mogensen har tidligere arbejdet som konsulent for Rambøll og Teknologisk Institut.

## Politisk virke

### Borgmester
Joy Mogensen afløste partifællen Poul Lindor Nielsen og overtog posten som borgmester. Borgmesterskiftet blev formelt bekræftet som et punkt på byrådmødet den 25. maj 2011. Borgmesterskiftet var forventet og reelt en del af konstitutionsaftalen efter kommunalvalget i 2009, men tidspunktet var ukendt. Den afgående borgmester, Poul Lindor Nielsen, fortsatte som menigt medlem perioden ud.
Joy Mogensen blev valgt ind i byrådet i 2005, hvor hun blev viceborgmester og senere gruppeformand, formand for Forebyggelses- og Socialudvalget og medlem af Økonomiudvalget. Ved kommunalvalget i 2017 fik Joy Mogensen 14.961 personlige stemmer, hvilket var det femtehøjeste personlige stemmetal for samtlige kandidater ved det års kommunalvalg. Hendes stemmetal svarede til, at lidt over 30 % af de fremmødte vælgere i Roskilde Kommune havde sat deres kryds personligt ved borgmesterens navn.

### Kultur- og kirkeminister
Joy Mogensen tiltrådte som kultur- og kirkeminister i Regeringen Mette Frederiksen den 27. juni 2019. Minister Mogensens musiksmag startede en omfattende diskussion. Da Joy Mogensen gik på barselsorlog d. 4. oktober 2019, fungerede Rasmus Prehn (daværende minister for udviklingssamarbejdet) som vikar på kulturområdet, mens transportminister Benny Engelbrecht vikarierede for kirkeområdet.
Mogensen har under forhandlingerne om hjælpepakker til kulturlivet i forbindelse med coronaviruspandemien i 2020 fået en næse, et hak i tuden, og en særdeles hård kritik, der har spredt sig over begge blokke. Et flertal på tværs af blokkene forlangte, at forhandlingerne om hjælpepakkerne skulle flyttes fra ministerens bord. Radikale Venstres kulturordfører, Zenia Stampe, udtalte således: “Vi har mistet tilliden til, at Joy Mogensen er i stand til at sikre, at vi fortsat har et rigt kulturliv efter krisen.”
En aftale mellem regeringen, dens støttepartier og Alternativet giver 437 millioner kroner fra 2021 til 2024 til styrkelse af kulturtilbud målrettet børn og unge. I finanslovsaftalen har regeringen desuden tilbagerullet besparelsen på DR’s budget med 900 millioner kroner fra 2022 til 2025.
10. juni 2021 blev Joy Mogensen kaldt i samråd om den skandaleombruste radiostation, Radio Loud. Ministeren blev kaldt i samråd efter Radio Louds public service-redegørelse, men hun afviste at svare på spørgsmål om public service-redegørelsen og henviste til, at Radio- og tv-nævnet har kompetencen til at vurdere indholdet af redegørelsen. Det forventes, at Radio- og tv-nævnet kommer med deres vurdering af Radio Louds redegørelse i september 2021.
På grund af sin graviditet i sommeren 2021 var det ikke muligt for Joy Mogensen at være repræsenteret til flere kampe i EM i fodbold 2020. På grund af de danske anbefalinger om vaccination mod Covid-19 af gravide, var Mogensen ikke vaccineret mod Covid-19, og hun kunne derfor heller ikke følge de danske atleter til det udskudte OL i Japan i 2021.
Den 15. august 2021 meddelte Joy Mogensen i et opslag på facebook, at hun ønskede at fratræde sin ministerpost. Fratrædelsen skete d. 16. august, da Mogensen blev afløst af Ane Halsboe-Jørgensen.

### Opstilling som folketingskandidat er også indstillet
Mogensens farvel til dansk politik betyder, at hun alligevel ikke stiller op til Folketinget ved næste valg.
Mogensen var blevet folketingskandidat i Slagelse-kredsen, som er en del af Sjællands Storkreds. Det skete ved et repræsentantskabsmøde i lokalforeningen i august 2020. Opstillingen betød, at vælgere i Roskilde, hvor Mogensen tidligere har været borgmester, kunne få mulighed for at stemme på hende til Folketingsvalget.